# Sandra Berggren
Sandra Berggren, född 7 januari 1983, är en fotbollsspelare från Sverige (försvarare) som spelade i Sunnanå SK säsongerna 2001 - 2010. Hon bestämde sig för att sluta innan säsongen 2009 men spelade även några matcher säsongen 2010 för Sunnanå.